# Edmond Vanlerberghe
Edmond Charles Henry Van Lerberghe (Celles, 2 augustus 1844 - Warchin, 20 juli 1889) was een Belgisch senator.

## Levensloop
Hij was een zoon van de arts Maximilien Van Lerberghe en van Adèle Blotiaux. Hij trouwde met Marie Roucou.
Na provincieraadslid voor Henegouwen te zijn geweest van 1874 tot 1889, werd hij op 4 mei 1889 verkozen tot liberaal senator voor het arrondissement Doornik, maar vervulde dit mandaat slechts tot 20 juli daaropvolgend. 
Hij was ook bestuurder van de Sucreries d'Escanaffles.